# Równina Pyrzycka
Równina Pyrzycka lub Równina Pyrzycko-Stargardzka (313.31) – mezoregion fizycznogeograficzny położony w południowo-wschodniej części Pobrzeża Szczecińskiego, między Wzgórzami Bukowymi i Równiną Wełtyńską na zachodzie, równinami: Goleniowską i Nowogardzką na północy a Pojezierzem Zachodniopomorskim na południu i wschodzie.
Zbudowana jest z iłów i mułków pojeziornych oraz gliny zwałowej (na obrzeżu regionu); liczne  pola drumlinowe (m.in. Grzędzice); odwadniana przez prawe dopływy Odry – Inę (wraz z Małą Iną) i Płonię; na północy jeziora Miedwie i Płoń. Znajdują się tu urodzajne gleby (czarne ziemie); rozwinięte rolnictwo (pszenica, buraki cukrowe). Obszar rozwoju energetyki wiatrowej – powstają farmy wiatrowe np: Farma wiatrowa Tychowo.

## Miasta i miejscowości
- Stargard
- Pyrzyce
- Dolice
- Suchań
- Pęzino
- Żabów

## Ochrona przyrody
- Rezerwat przyrody Brodogóry
- Rezerwat przyrody Stary Przylep
- Rezerwat przyrody Dęby Sądowskie
- Obszar siedliskowy Natura 2000 „Dolina Płoni i Jezioro Miedwie”
- Obszar siedliskowy Natura 2000 „Dolina Krąpieli”
- Obszar ptasi Natura 2000 „Jezioro Miedwie i okolice”

## Komunikacja
- Droga krajowa nr 10 (Szczecin – Bydgoszcz)
- Droga krajowa nr 3 (Szczecin – Gorzów Wielkopolski)
- Droga wojewódzka nr 106 (Pyrzyce – Kamień Pomorski)
- Droga wojewódzka nr 122 (Krajnik Dolny – Piasecznik)
- Linia kolejowa nr 351 (Szczecin – Poznań)
- Linia kolejowa nr 403 (Ulikowo – Wałcz)
- Linia kolejowa nr 411 (Stargard – Pyrzyce)

## Turystyka
Poza obiektami zabytkowymi w miastach i w większych miejscowościach oraz licznymi wiejskimi kościołami (m.in. Morzyca, Kunowo, Żarowo), cenne znaczenie turystyczno-krajoznawczo-rekreacyjne posiadają: 
- Arboretum w Przelewicach
- Sanktuarium w Brzesku
- Zamek w Pęzinie
- Pałac w Koszewku
- Krępcewo – wieś rodowa von Wedlów
- kurhany i megality w okolicach Dolic i Pomietowa
- Miedwie – wsie letniskowe: Morzyczyn, Miedwiecko, Wierzbno
- Płonia, Ina, Krąpiel – spływy kajakowe

### Szlaki turystyczne
Obszar posiada obecnie słabo rozwiniętą sieć szlaków turystycznych. Większość to szlaki projektowane lub nieznakowane. Planowana jest sieć znakowanych szlaków turystycznych spójna ze szlakami Puszczy Bukowej i Puszczy Barlineckiej, która przejmie część ruchu turystycznego z tych obszarów. 
- Szlak Hetmana Stefana Czarnieckiego (Stargard – Strachocin – Pęzino – Marianowo – ...)
- Szlak Puszczy Barlineckiej (Przelewice – Laskowo – Równo – Niepołcko – Barlinek – ...)
- [proj.] Szlak Równiny Stargardzkiej (Stargard – Strachocin – Tychowo – Krępcewo – Morzyca – Moskorzyn – Pomietów – Dobropole Pyrz. – Sądów – Ziemomyśl – Radaczewo – Suchań – Tarnowo Pom.)
- [proj.] Szlak Równiny Pyrzyckiej (Pyrzyce – Brzesko – Przelewice – Płońsko – Wołdowo – Warszyn – Brzezina – Sądów – Choszczno)
- [proj.] Szlak rowerowy „Ziemia Pyrzycka” im. S.Jansona (Miedwiecko – Morzyczyn – Koszewo – Wierzbno – Lubiatowo – Kluki – Przelewice – Brzesko – Pyrzyce – Młyny – Dębina – Żelewo – Rekowo – Jezierzyce – Płonia)
- [proj.] Szlak rowerowy „Dookoła Jeziora Miedwie” (Morzyczyn – Koszewo – Wierzbno – Młyny – Dębina – Kołbacz – Rekowo – Bielkowo – Kobylanka – Morzyczyn)
- [proj.] Szlak rowerowy „Wzgórza Bukowe” (Miedwiecko – Morzyczyn – Żelewo – Kołbacz – Str.Czarnowo – Dobropole Gryf. – Gliniec – Kołowo – Binowo – Klęskowo)